# Vaginal Davis
Vaginal Davis est une artiste genderqueer américaine. Elle travaille comme peintre, commissaire d'exposition indépendante, compositrice et écrivaine. Après son enfance dans le quartier South Central, Los Angeles, Davis acquiert une notoriété à New York pendant les années 1980, où elle a inspiré la scène Drag de Bushwick. Depuis 2006, elle réside à Berlin, en Allemagne.

## Biographie

### Débuts (1978-1989)
Vaginal Davis commence sa carrière à New York pendant les années 1980,. Son groupe, les Afro Sisters, sort son premier 45 tours, intitulé Indigo, Sassafras and Molasses, produit par Geza X, et publié au label Amoeba Records en 1978,. Les Afro Sisters font la première partie des Smiths pendant leur première tournée américaine, ainsi que pour les Happy Mondays.
Vaginal Davis est souvent associée à l'apparition du mouvement du zine queercore. Entre 1982 et 1991, elle auto-publie le zine intitulé Fertile, La Toya Jackson, centré sur des aventures imaginaire de Fertile Jackson enceinte roulant en skateboard ; il est félicité par le critique Adam Block de The Advocate qui le considère comme « un véritable film de John Waters. » Bruce LaBruce le décrit cependant comme « un chiffon underground qui montre des potins de la scène SoCal punk, des photos de surfeurs beaux gosses de Huntington Beach, et des rêveries nostalgiques imaginées par Miss Davis elle-même. » Davis, employée au Placement and Career Planning Center de l'UCLA, a eu un accès direct à une machine Xerox qui lui permettra de publier son zine.

### Groupes (1989-1999)
En 1989, Davis forme le groupe Pedro, Muriel, and Esther (PME), avec Glen Meadmore. Davis chante comme choriste pour Meadmore, avec RuPaul. PME se dissout après la sortie d'un EP quatre pistes chez Amoeba Records. Davis forme aussi le groupe Black Fag en 1992 avec Bibbe Hansen. L'album Passover Satyr de Black Fag est publié chez Dischord Records la même année, et est produit par Kim Gordon de Sonic Youth. L'album 11 de Harrow House, sorti en 1995, est produit par Beck.
En 1995, Pedro, Muriel, and Esther se réunissent pour une performance au festival Queercore '95 de Chicago. Plus tard, le groupe sort leur premier album, The White to be Angry (jeu de sonorité entre right = droit / white = blanc) produit par Steve Albini, en 1998, chez Spectra Sonic Records.

### Vers l'Allemagne (2000-2009)
À Los Angeles, Davis devient disc jockey pour un nombre de performances et d'événements musicaux, l'un des plus importants étant le Bricktops (2002-2005), un salon/speak-easy hebdomadaire inspiré par l'artiste de music-hall américaine Ada « Bricktop » Smith. Elle organise et mixe également pour un événement de dimanche après-midi appelé Sucker (1994-2000). Davis et l'artiste Ron Athey ont organisé GIMP (2000-2001), une nuit de performances mensuelle.
En 2006, Vaginal Davis emménage à Berlin, en Allemagne. En 2009, Pedro, Muriel, and Esther se réunissent pour un concert spécial 20e anniversaire à New York par Participant, Inc. dans le cadre du Performa 09.

### Performance, art visuel et enseignement (depuis 2010)
La performance de Davis Speaking from the Diaphragm, est montrée du 15 au 27 mai 2010, au Performance Space 122. Elle parodie les talk-shows télévisés, contient des interviews de Carole le Pape, Jamie Stewart, Joel Gibb, et Glen Meadmore,, et est animée par Carmelita Tropicana et Jennifer Miller.
En janvier 2012, Davis participe au Pacific Standard Time Performance Festival, avec My Pussy Is Still in Los Angeles (I Only Live in Berlin) au Southwestern Law School, Louis XVI-style Tea Room (anciennement le centre commercial Bullocks Wilshire). En avril 2012, Davis fait voir le jour à son groupe Tenderloin au festival Camp/Anti-Camp: A Queer Guide to Everyday Life, à Hebbel am Ufer. Tenderloin se composait de Felix Knoke, Jan Klesse, Joel Gibb, et Vaginal Davis sous le nom de Dagmar Hofpfisterei. En août 2012, le groupe est invité par Anthony Hegarty à jouer cette année au Meltdown Festival, au Southbank Centre in London[, avec Kembra Pfahler et the Voluptuous Horror of Karen Black. La même année, Tenderloin publie un clip vidéo intitulé The Golden One, où apparaît Drag Queen the Goddess Bunny, réalisé par Glen Meadmore.
Entre le 9 novembre et le 16 décembre 2012, Davis expose sa première exposition monographique d'art visuel, plutôt que performative, intitulée « HAG – small, contemporary, haggard » au Participant Inc. à New York. Le titre de l'exposition est tiré de la galerie que Davis accueillait dans son appartement de 1982-89,.
Davis rend visite à de nombreuses universités ainsi qu'à d'autres institutions scolaires dans les années qui suivent, pour donner des conférences sur ses expériences de vie, après avoir animé un colloque sur l'hébergement des jeunes au New York University's Performance Studies Complex en novembre 2015, avec l'actrice allemande, et amie, Susanne Sachsse. Entre le 1er et le 5 décembre de la même année, Davis fait équipe avec le groupe avant-gardisye Xiu Xiu pour une réécriture radicale de l'opéra La Flûte enchantée de Mozart, réalisée à la Galerie 80WSE à la NYU Steinhardt School of Culture, Education and Human Development, en partenariat avec le collectif berlinois, CHEAP Kollectiv.
À la mi-octobre de l'année 2016, Davis devient conférencière invitée à la Creative Time Summit à Washington D.C., une conférence sur l'art et les questions sociales qui propose des ateliers et des conférences sur des sujets allant du mouvement Black Lives Matter à la politique électorale.

## Art
José Esteban Muñoz identifie Davis comme la mère fondatrice du « terrorist drag » dans la mesure où Davis n'est ni « glamour » comme le sont Candis Cayne et Girlina, ni « clownesque » (camp) comme les drag queens Varla Jean Merman et Lady Bunny. Selon Davis, « je n'essayais pas de m'altérer pour ressembler à une femme réelle. Je ne portais pas de faux-cils, ni de rembourages mammaires. Je n'étais pas en quête du réel de la drag traditionnelle - le maquillage parfait et sans défauts. Je mettais un peu de rouge à lèvres, de crayon et une perruque, puis j'y allais. » Dominic Johnson de Frieze explique, « Ms Davis refuse avec persévérance de faciliter les tactiques conservatrices dans les milieux gays et noirs, en utilisant la musique punk, une biographie inventée, des insultes, l'autodérision, et des incitations répétées à une révolte sexuelle.» Davis critique l'appropriation mainstream des cultures afro, hispaniques, et LGBT.
Les performances de Davis sont également, selon le journaliste Ali Fitzgerald, « des poignards satiriques et vertigineux dans l'ancien ordre mondial, équilibrant une critique du privilège des blancs et du patriarcat avec un esprit nuancé et un « camp » des émissions télé. La persona de Vaginal Davis est un mélange complexe de pitreries queercore punk et de glamour style studio MGM reflétant les intérêts socialement engagés et esthétiques de Davis. » Elle a également été une muse pour la chorégraphe allemande Pina Bausch, ainsi que le styliste Rick Owens et la photographe Catherine Opie. Jamie Stewart de Xiu Xiu a également dit, « je suis bi et j'ai vu des artistes androgynes me bouleverser - Peter Murphy, David Bowie, Morrissey. Mais il y eut une drag queen nommé Vaginal Davis qui a changé ma vie. Je n'avais aucune idée que quelqu'un pouvait être punk et une drag queen et ultra intense et folle et sexy et brillant à la fois. »
Davis a également fait valoir, lors d'un entretien avec Nicole Disser de Bedford et de Brooklyn, qu'une grande partie de ses œuvres et des spectacles sont inspirés par l'activité artistique tardive de sa défunte mère, en déclarant, « Je suis tellement entrelacée avec ma mère. L'ensemble de ma carrière en tant qu'artiste, et tout mon art visuel, est en somme une cooptation de ma mère. Ma mère ne se considérait pas comme artiste, elle créait juste des choses. En regardant les choses qu'elle a fait, c'étaient des installations, des assemblages - des choses dans le monde de l'art qui ont des noms – elle faisait déjà ces choses à l'époque. S'il y a un intérêt quelconque pour mes œuvres d'art ou mes spectacles, c'est parce que j'ai copié ma mère. »

## Vie personnelle
Vaginal Davis ne dévoile pas son année et son nom de naissance, mais révèle qu'elle est née intersexe. En grandissant, elle vit avec sa mère, originaire de la Louisiane, et quatre sœurs plus âgées. Son père est  d'origine mexicaine, son grand-père, d'origine allemande, et Davis affirme que ses ancêtres sont de la dynastie von Hohenzollern. La mère de Davis est une féministe révolutionnaire et activiste communautaire dans la zone South Central. Elle cultivait des potagers dans des terrains vagues pour aider à nourrir les sans-abri, les pauvres et les marginalisés de la région. Enfant, Davis est acceptée dans un programme pour les élèves douées dans le système d'éducation publique de Los Angeles: Elle y découvre le théâtre et l'opéra, pour lesquels elle développe une passion,.
Le nom de Davis rend hommage à l'activiste Angela Davis, et prend en compte l'implication de Davis avec le Black Panther Party et l'activisme en général comme l'une de ses plus grandes inspirations, en expliquant « ils sont venus dans les écoles, ils avaient des fusils, et ils ont pris le relais. Ils nous ont enseigné des chants révolutionnaires et compagnie. À l'époque, quand Angela Davis a été la femme la plus recherchée en Amérique, j'étais obsédée par cette image d'elle. À la fin des années 1970, j'avais décidé que je voulais sexualiser son nom et de me transformer en elle en quelque sorte. Alors à la fin des années 1970, j'ai commencé à m'appeler Vaginal Davis. J'ai commencé à me produire – ou tenter de me produire dans ces clubs gay de Los Angeles, à Hollywood. Les gens dans ces clubs, ils me regardaient et disaient "Vaginal Davis ? Qui êtes-vous censé être ?" Et je répondais, "Eh bien, Angela Davis– c'est un hommage à cela." Et ils disaient: "Et qui est-ce?" Ils ne savaient pas qui était Angela Davis. »

## Discographie

### Album solo
- 1994 : Small Whyte House (Vaginal Davis et Robespierre)

### Afro Sisters
- 1978 : Indigo, Sassafras and Molasses
- 1980 : Maxis on Melrose
- 1981 : So Black I'm Blue
- 1982 : Too Black, Too Strong
- 1983 : Shoulder Pads, Maxi Pads
- 1984 : Magnificent Product
- 1985 : Armed and Extremely Dangerous
- 1986 : Wet Lesbian

### Black Fag
- 1992 : Parerga y Paralipomena
- 1993 : Atlas Shrugged
- 1994 : Passover Satyr
- 1995 : 11 Harrow House

### ¡Cholita! The Female Menudo
- 1987 : ¡No Controles!
- 1989 : Chicas de Hoy
- 1996 : ¡Cholita!

### Pedro, Muriel and Esther
- 1991 : PME
- 1998 : The White to Be Angry

### Autres apparences
| Titre                                                   | Année | Album                                  |
| ------------------------------------------------------- | ----- | -------------------------------------- |
| Well, Well, Well (Le Tigre featuring Vaginal Davis)     | 2004  | Feminist Sweepstakes (réédité en 2004) |
| I Could Have Sex (Technova featuring Vaginal Davis)     | 2004  | Electrosexual                          |
| Mama's Not Dead (Technova featuring Vaginal Davis)      | 2004  | Electrosexual                          |
| My Pussy is a Cactus (Technova featuring Vaginal Davis) | 2004  | Electrosexual                          |
| Mangina (Technova featuring Vaginal Davis)              | 2004  | Electrosexual                          |
| Bitterest Pill (Technova featuring Vaginal Davis)       | 2004  | Electrosexual                          |
| Girls Like Us (The Julie Ruin featuring Vaginal Davis)  | 2012  | Non-album single                       |

## Filmographie

### Films
| Année | Titre                                                 | Rôle                     | Notes         |
| ----- | ----------------------------------------------------- | ------------------------ | ------------- |
| 1994  | Designy Living                                        |                          |               |
| 1994  | Three Faces of Women                                  | Directeur- Rick Castro   |               |
| 1995  | Super 8½                                              |                          |               |
| 1995  | Live Nude Girls                                       | Pool Man                 |               |
| 1996  | Hustler White (en)                                    | Buster Boote             |               |
| 1998  | Hallelujah! Ron Athey: A Story of Deliverance         | Elle-même                |               |
| 1999  | The White To Be Angry                                 | Directeur; Court métrage |               |
| 1999  | Can I Be Your Bratwurst, Please?                      | Directeur; Court métrage |               |
| 2001  | The Other Newest One                                  | Directeur; Court métrage |               |
| 2001  | Le Petite Tonkinoise                                  | Directeur; Court métrage |               |
| 2001  | Fra unter Einfluss                                    | Directeur; Court métrage |               |
| 2005  | Beyond Lovely                                         | Bruce B.                 | Court métrage |
| 2006  | The Pikme-Up                                          | Elle-même                |               |
| 2008  | The Lollipop Generation (en)                          | Beulah Blacktress        |               |
| 2010  | The Dream of Norma                                    | Norma                    | Court métrage |
| 2010  | The Bad Breast; or, The Strange Case of Theda Strange | Court métrage            |               |
| 2011  | The Advocate for Fagdom                               | Elle-même                |               |
| 2012  | Rosas Welt – 70 neue Filme von Rosa von Praunheim     | Marta Feuchtwanger       |               |
| 2012  | She Said Boom: The Story of Fifth Column              | Elle-même                |               |

### Télévision
| Année | Titre             | Rôle        | Notes                                          |
| ----- | ----------------- | ----------- | ---------------------------------------------- |
| 1993  | Tales of the City | Endup Emcee |                                                |
| 2001  | Gideon's Crossing | Eddie       | Épisode 9: "Is There a Wise Man in the House?" |

## Zine-ographie
- Douairière (1972-1975)
- Brut (1976-1980)
- Fertile, La Toya Jackson (1982-1991)
- Crevettes (1993)
- Oui, Mme Davis (1994)
- Meunier (1995-1997)